# Ашер (Шер)
Ашер (фр. Achères) насеље је и општина у централној Француској у региону Центар (регион), у департману Шер која припада префектури Бурж.
По подацима из 2011. године у општини је живело 382 становника, а густина насељености је износила 29,96 становника/km². Општина се простире на површини од 12,75 km². Налази се на средњој надморској висини од 231 метар (максималној 317 m, а минималној 211 m).

## Демографија
| 1962. | 1968. | 1975. | 1982. | 1990. | 1999. | 2011. |
| ----- | ----- | ----- | ----- | ----- | ----- | ----- |
| 216   | 265   | 227   | 273   | 335   | 354   | 382   |

График промене броја становника у току последњих година